# Sean Patrick Flanery
Sean Patrick Flanery (Lake Charles, Louisiana, 11 de Outubro de 1965) é um ator estadunidense, mais conhecido por seu papel em The Boondock Saints e The Boondock Saints II: All Saints Day como Connor McManus, e pelo seriado The Young Indiana Jones Chronicles, onde ele interpreta o protagonista.
Flanery cresceu em Houston, mas para perseguir a carreira de ator, teve que se mudar para Los Angeles ainda cedo. Desde 1988, ele fez participações em mais de 53 filmes incluindo The Boondock Saints, Powder, Simply Irresistible e D-Tox. A partir de 2002, ele passou a participar do seriado The Dead Zone, como Greg Stilson.

## Filmografia

### Televisão
- 2013 Dexter (série) como Jake
- 2007 The Dead Zone como Greg Stilson
- 2006 Masters of Horror como Kevin
- 2003 The Twilight Zone como Dr. Paul Thorson
- 2002 Charmed como Adam
- 2001 Touched by an Angel como Daniel Lee Corbitt
- 2001 Stargate SG-1 como Orlin
- 2000 The Outer Limits como Eric
- 1999 The Strip como Elvis Ford
- 1993 The Young Indiana Jones Chronicles como Indiana Jones

### Cinema
- 2019 Acceleration como Kane
- 2017 The Evil Within como John Peterson
- 2010 Deadly Impact
- 2010 Saw VII como Bobby Dagen
- 2009 The Boondock Saints II : All Saints Day  como Connor McManus
- 2008 To Live and Die como Tom Armstrong
- 2007 First Fear como Roger
- 2007 Crystal River como Clay Arrendal
- 2007 Ten Inch Hero como Noah
- 2007 Kaw como Wayne
- 2006 Veritas, Prince of Truth como Veritas
- 2006 The Insatiable como Harry Balbo
- 2005 Demon Hunter como Jake Greyman
- 2005 The Storyteller como John
- 2004 The Gunman como Ben Simms
- 2002 Kiss the Bride como Tom Terranova
- 2002 Borderline como Ed Baikman
- 2002 Lone Hero como John
- 2002 D-Tox como Conner
- 1999 Body Shots como Rick Hamilton
- 1999 The Boondock Saints como Connor McManus
- 1999 Simply Irresistible como Tom Bartlett
- 1998 Zack and Reba como Zack Blanton
- 1998 Girl como Todd Sparrow
- 1997 Best Man como Billy Phillips
- 1997 Suicide Kings como Max Minot
- 1997 Pale Saints como Louis
- 1997 The Method como Christian
- 1996 Eden como Dave Edgerton
- 1995 Raging Angels como Chris D'Amico
- 1995 Powder como Jeremy "Powder" Reed
- 1995 The Grass Harp como Riley Henderson
- 1994 Frank & Jesse como Zack Murphy
- 1988 A Tiger's Tale como Buddy